# Stanisław Nagy

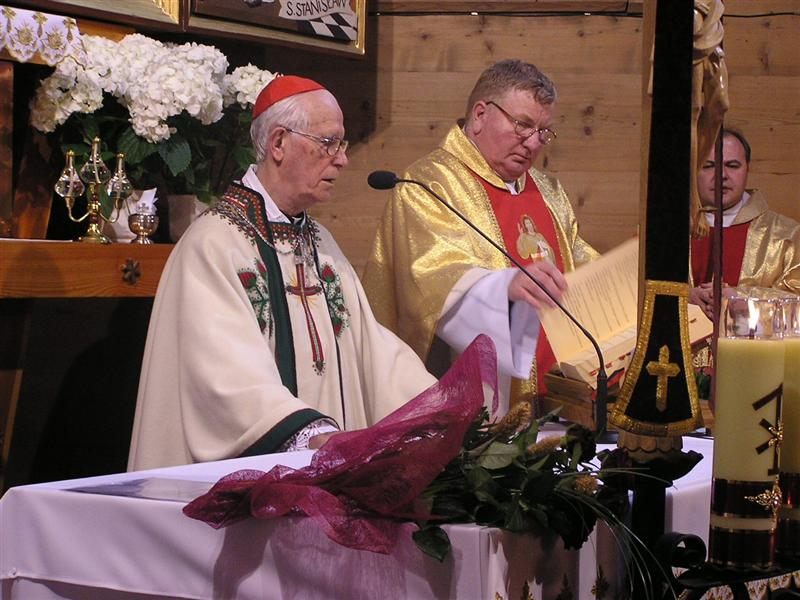
Stanisław Nagy

Stanisław Kazimierz kardinál Nagy (30. září 1921, Bieruń Stary, Polsko – 5. června 2013, Krakov) byl polský teolog, římskokatolický kardinál a dehonián.

## Životopis
Stanisław Kazimierz Nagy v roce 1937 vstoupil do kongregace Misionářů Nejsvětějšího Srdce Ježíšova (dehoniánů). V Krakově a Lublinu studoval katolickou teologiia filozofii a 8. července 1945 byl vysvěcen na kněze. Působil jako rektor chlapeckého krakovského semináře a v kněžskén semináři v Tarnowě. Po dalším studiu promoval v roce 1952 na doktora morální teologie; zabýval se také problémy ekumenické teologie. Dlouho pracoval jako pedagogický pověřenec, od roku 1968 jmenován profesorem na lublinské univerzitě.
V roce 1970 se stal vedoucím oddělení srovnávacích náboženských věd a ekumenické teologie. Od roku 1973 vyučoval na Vratislavské univerzitě a hojně publikoval. Je autorem několika biografií Jana Pavla II. Byl členem několika komisí a synodů k problematice ekumenismu.
Krátce před 82. narozeninami ho papež za celoživotní zásluhy 7. října 2003 jmenoval titulárním biskupem z Hólaru a 21. října 2003 kardinálem jáhnem s titulárním kostelem Santa Maria della Scala.
V roce 2008 mu byl udělen řád Polonia Restituta.